# Narsjön
Narssjön eller Narsjön är en sjö i Finland. Den ligger i kommunen Pedersöre i landskapet Österbotten, i den centrala delen av landet, 400 km norr om huvudstaden Helsingfors. Narssjön ligger 57,1 meter över havet. Arean är 1,97 kvadratkilometer och strandlinjen är 10,43 kilometer lång. Sjön  ingår i Purmo å huvudavrinningsområde.   I omgivningarna runt Narssjön växer i huvudsak blandskog.